# Ганима Атреиди
Ганима (на английски: Ghanima; на езика на свободните означава боен трофей) е измислена героиня от романите на Франк Хърбърт. Тя е главна героиня в третия роман от поредицата за Дюн, Децата на Дюн. Ганима е дъщеря на Пол Атреиди и Чани и е близначка на Лито Атреиди II.
Също както леля си Алая и брат си Лето, Ганима притежава генетичната памет на всички свои предци. Майката на Лето и Ганима, Чани, е поемала твърде големи количества от подправката по време на бременността си, затова Лето и Ганима са събудени към съзнание още в утробата, като в същото време са получили и генетичната памет на всички свои предшественици. Всички тези предци са в главите на близнаците, като това им дава почти безкрайни познания. За разлика от Алия, Ганима никога не се поддава на абоминацията: нейното съзнание е предпазвано от паметта на майка ѝ, Чани.
Ганима е в много близки отношения с брат си Лето; заедно те работят за създаването на Златната пътека, план, с който е възможно да се избегне почти неизбежното унищожение на човечеството.